# Jacksonville Sharks
I Jacksonville Sharks sono una squadra della Indoor Football League con sede a Jacksonville, Florida. Gli Shark disputano le loro partite casalinghe alla Jacksonville Veterans Memorial Arena. Hanno precedentemente giocato in Arena Football League e in National Arena League.

## Storia
I Jacksonville Sharks furono fondati nel 2010 e debuttarono in quell'anno nella nuova versione della Arena Football League vincendo la propria division e venendo eliminati nel primo turno di playoff dagli Orlando Predators. La stagione successiva vinsero il primo campionato della propria storia battendo in finale nell'ArenaBowl gli Arizona Rattlers per 73-70. Nel 2012 i campioni in carica vinsero la propria division per il terzo anno in altrettanti di esistenza ma venendo eliminati nella finale di conference dai Philadelphia Soul. Dopo avere ancora vinta la division nel 2013, per la prima volta nel 2014 rimasero fuori dai playoff. Intanto, il 3 maggio 2014, fu ufficialmente annunciato che l'ex leader dei Mötley Crüe Vince Neil avrebbe acquistato una quota di minoranza della franchigia.

## Stagioni
| Vittoria dell'ArenaBowl | Partecipazione all'ArenaBowl | Campioni della division | Qualificazione per i playoff |

| Stagione            | Lega   | Conference | Division | Stagione regolare | Stagione regolare | Stagione regolare | Playoff |                               |
| Stagione            | Lega   | Conference | Division | Pos.              | V                 | S                 | Playoff |                               |
| ------------------- | ------ | ---------- | -------- | ----------------- | ----------------- | ----------------- | --- | ----------------------------- |
| Jacksonville Sharks |        |            |          |                   |                   |                   | |                               |
| 2010                | AFL    | American   | South    | 1a                | 12                | 4                 | Perso seminifinale di conference (Orlando) 69–73                                                                               |                               |
| 2011                | AFL    | American   | South    | 1a                | 14                | 4                 | Vinto semifinale di conference (Orlando) 63–48 Vinto finale di conference (Georgia) 64–55 Vinto ArenaBowl XXIV (Arizona) 73–70 |                               |
| 2012                | AFL    | American   | South    | 1a                | 10                | 8                 | Vinto semifinale di conference (Georgia) 58–56 Perso finale di conference (Philadelphia) 34–89                                 |                               |
| 2013                | AFL    | American   | South    | 1a                | 12                | 6                 | Vinto semifinale di (Tampa Bay) 69–62 Penso finale di conference (Philadelphia) 59–75                                          |                               |
| 2014                | AFL    | American   | South    | 3a                | 7                 | 11                | |                               |
| Totale              | Totale | Totale     | Totale   | Totale            | 55                | 33                | (stagione regolare) | (stagione regolare)           |
| Totale              | Totale | Totale     | Totale   | Totale            | 5                 | 3                 | (playoff) | (playoff)                     |
| Totale              | Totale | Totale     | Totale   | Totale            | 60                | 36                | (stagione regolare e playoff)                                                                                                  | (stagione regolare e playoff) |